# Australian Open de 1970
O Australian Open de 1970 foi um torneio de tênis disputado nas quadras de grama do White City Tennis Club, em Sydney, na Austrália, entre 19 e 27 de janeiro. Corresponde à 2ª edição da era aberta e à 58ª de todos os tempos.

## Finais

### Profissional
| Categoria | Evento    | Campeã(s)(o/ões)                  | Vice-campeã(s)(o/ões)               | Resultado     | Chave(s)  | Chave(s)       |
| --------- | --------- | --------------------------------- | ----------------------------------- | ------------- | --------- | -------------- |
| Simples   | Masculino | Arthur Ashe                       | Dick Crealy                         | 6–4, 9–7, 6–2 | principal | qualificatório |
| Simples   | Feminino  | Margaret Court                    | Kerry Melville                      | 6–3, 6–1      | principal | qualificatório |
| Duplas    | Masculino | Robert Lutz Stan Smith            | John Alexander Phil Dent            | 8–6, 6–3, 6–4 | principal | principal      |
| Duplas    | Feminino  | Margaret Court Judy Tegart Dalton | Karen Krantzcke Kerry Melville Reid | 6–3, 6–1      | principal | principal      |

### Juvenil
| Categoria | Evento    | Campeã(s)(o/ões)            | Vice-campeã(s)(o/ões) | Resultado | Chave(s)  | Chave(s)       |
| --------- | --------- | --------------------------- | --------------------- | --------- | --------- | -------------- |
| Simples   | Masculino | John Alexander              |                       |           | principal | qualificatório |
| Simples   | Feminino  | Evonne Goolagong            |                       |           | principal | qualificatório |
| Duplas    | Masculino | Allan McDonald Greg Perkins |                       |           | principal | principal      |
| Duplas    | Feminino  | Janet Faillis Janet Young   |                       |           | principal | principal      |